# Ithome
Ithome is een geslacht van vlinders uit de familie prachtmotten (Cosmopterigidae).

## Soorten
- I. anthraceuta (Meyrick, 1915)
- I. aquila Hodges, 1978
- I. cathidrota (Meyrick, 1915)
- I. curvipunctella (Walsingham, 1892)
- I. chersota (Meyrick, 1915)
- I. erransella (Chambers, 1874)
- I. iresiarcha (Meyrick, 1915)
- I. lassula Hodges, 1962
- I. pelasta (Meyrick, 1915)
- I. pignerata (Meyrick, 1922)
- I. simulatrix Hodges, 1978